# Violončelist
Violončelist (tudi čelist) je glasbenik, ki igra na violončelo.